# Albina Achatowa
Albina Chamitowna Achatowa (ros. Альбина Хамитовна Ахатова, ur. 13 listopada 1976 w Nikolsku) – rosyjska biathlonistka, czterokrotna medalistka olimpijska i wielokrotna medalistka mistrzostw świata.

## Kariera
W Pucharze Świata zadebiutowała 13 stycznia 1996 roku w Anterselvie, zajmując 56. miejsce w sprincie. Pierwsze punkty wywalczyła 11 grudnia 1997 roku w Östersund, gdzie zajęła 17. miejsce w biegu indywidualnym. Pierwszy raz na podium zawodów pucharowych stanęła 5 dni później w Osrblie, gdzie bieg indywidualny ukończyła na drugiej pozycji. W zawodach tych wyprzedziły ją tylko Niemka Uschi Disl i Magdalena Forsberg ze Szwecji. W kolejnych startach jeszcze 19 razy stanęła na podium, odnosząc przy tym dwa zwycięstwa: 26 stycznia 2003 roku w Anterselvie i 22 marca 2003 roku w Chanty-Mansyjsku triumfowała w biegu masowym. Najlepsze wyniki osiągnęła w sezonie 2003/2004, kiedy zajęła drugie miejsce w klasyfikacji generalnej, ulegając tylko Niemce Martinie Glagow. W tym samym sezonie była też najlepsza w klasyfikacji biegu masowym. Ponadto w sezonie 2005/2006 była druga, a w sezonie 1998/1999 była trzecia w klasyfikacji biegu indywidualnego.
Pierwszy medal zdobyła podczas igrzysk olimpijskich w Nagano w 1998 roku, gdzie razem z koleżankami z reprezentacji była druga w sztafecie. Zajęła tam też siódme miejsce w biegu indywidualnym i trzynaste w sprincie. Na rozgrywanych cztery lata później igrzyskach w Salt Lake City zdobyła brązowy medal w sztafecie, a w biegu indywidualnym była dziesiąta. Brała też udział w igrzyskach olimpijskich w Turynie w 2006 roku zdobyła trzy medale. Najpierw była trzecia w biegu indywidualnym, ulegając swej rodaczce - Swietłanie Iszmuratowej i Martinie Glagow (zajęła miejsce na podium po dyskwalifikacji Olgi Pylowej za stosowanie dopingu). Pięć dni później była też trzecia w biegu pościgowym, w którym lepsze były tylko Kati Wilhelm i Martina Glagow. Następnie razem z koleżankami zdobyła mistrzostwo olimpijskie w sztafecie.
W 1998 roku zdobyła też złoty medal w biegu drużynowym podczas mistrzostw świata w Hochfilzen/Pokljuce. Na rozgrywanych rok później mistrzostwach świata w Oslo/Kontiolahti była druga w sztafecie, a w biegu indywidualnym, zdobyła brązowy medal. Wyprzedziły ją tylko Ołena Zubryłowa z Ukrainy i Francuzka Corinne Niogret. Następnie zdobywała złote medale sztafecie podczas mistrzostw świata w Oslo w 2000 roku i rozgrywanych trzy lata później mistrzostw świata w Chanty-Mansyjsku. Na drugiej z tych imprez zwyciężyła też w biegu masowym. Kolejne dwa medale zdobyła na mistrzostwach świata w Oberhofie w 2004 roku. W biegu indywidualnym była druga, za Olgą Pylową a przed Ukrainką Ołeną Petrową. Srebro zdobyła także w sztafecie. Po ponad rocznej przerwie, związanej z urodzeniem dziecka, w grudniu 2007 powróciła do startów. W 2008 roku wystąpiła na mistrzostwach świata w Östersund, gdzie zdobyła swoje ostatnie medale. Najpierw była druga w sprincie, za Niemką Andreą Henkel a przed Ukrainką Oksaną Chwostenko. Dzień później w biegu pościgowym była trzecia, za Henkel i kolejną Rosjanką - Jekatieriną Jurjewą.
W 2009 roku została zdyskwalifikowana na dwa lata za stosowanie dopingu w postaci EPO, a jej wyniki z sezonu 2008/2009 zostały anulowane.

## Osiągnięcia

### Igrzyska olimpijskie
| Rok  | Miejscowość    | Konkurencje | Konkurencje | Konkurencje | Konkurencje | Konkurencje | Konkurencje | Konkurencje |
| Rok  | Miejscowość    | IN          | SP          | PU          | MS          | RL          | MR          | SR          |
| ---- | -------------- | ----------- | ----------- | ----------- | ----------- | ----------- | ----------- | ----------- |
| 1998 | Nagano         | 7.          | 13.         | nd.         | nd.         | 2.          | nd.         | –           |
| 2002 | Salt Lake City | 10.         | –           | –           | nd.         | 3.          | nd.         | –           |
| 2006 | Turyn          | 3.          | 4.          | 3.          | 9.          | 1.          | nd.         | –           |

### Mistrzostwa świata
| Rok  | Miejscowość      | Konkurencje | Konkurencje | Konkurencje | Konkurencje | Konkurencje | Konkurencje | Konkurencje |
| Rok  | Miejscowość      | IN          | SP          | PU          | MS          | RL          | MR          | SR          |
| ---- | ---------------- | ----------- | ----------- | ----------- | ----------- | ----------- | ----------- | ----------- |
| 1998 | Pokljuka         | nd.         | nd.         | 14.         | nd.         | nd.         | nd.         | –           |
| 1999 | Oslo/Kontiolahti | 3.          | 4.          | 4.          | 18.         | 2.          | nd.         | –           |
| 2000 | Oslo             | 23.         | 15.         | 13.         | –           | 1.          | nd.         | –           |
| 2003 | Chanty-Mansyjsk  | 5.          | 23.         | 7.          | 1.          | 1.          | nd.         | –           |
| 2004 | Oberhof          | 2.          | –           | –           | 12.         | 2.          | nd.         | –           |
| 2005 | Hochfilzen       | 19.         | –           | –           | –           | –           | nd.         | –           |
| 2008 | Östersund        | –           | 2.          | 3.          | 10.         | 4.          | –           | –           |

### Puchar Świata

#### Miejsca w klasyfikacji generalnej
| Sezon     | Miejsce |
| --------- | ------- |
| 1995/1996 | -       |
| 1996/1997 | -       |
| 1997/1998 | 8.      |
| 1998/1999 | 9.      |
| 1999/2000 | 19.     |
| 2000/2001 | 36.     |
| 2001/2002 | 17.     |
| 2002/2003 | 2.      |
| 2003/2004 | 15.     |
| 2004/2005 | 16.     |
| 2005/2006 | 17.     |
| 2007/2008 | 22.     |
| 2008/2009 | DSQ     |

#### Miejsca na podium chronologicznie
| Lp. | Dzień       | Rok  | Miejscowość     | Konkurencja                | Lokata | Pudła   | Czas biegu | Strata  | Zwycięzca             |
| --- | ----------- | ---- | --------------- | -------------------------- | ------ | ------- | ---------- | ------- | --------------------- |
| 1.  | 16 grudnia  | 1998 | Osrblie         | Bieg indywidualny na 15 km | 2.     | 0+0+0+0 | 44:34,2    | +1:22,3 | Uschi Disl            |
| 2.  | 11 marca    | 1999 | Oslo            | Bieg indywidualny na 15 km | 2.     | 0+0+1+0 | 43:28,1    | +3:13,6 | Ołena Zubryłowa       |
| 3.  | 4 grudnia   | 1999 | Hochfilzen      | Bieg pościgowy na 10 km    | 2.     | 0+0+0+0 | 29:35,1    | +14,9   | Corinne Niogret       |
| 4.  | 19 grudnia  | 2002 | Osrblie         | Sprint na 7,5 km           | 2.     | 0+0     | 22:57,1    | +15,9   | Galina Kuklewa        |
| 5.  | 26 stycznia | 2003 | Anterselva      | Bieg masowy na 12,5 km     | 1.     | 0+0+0+0 | 36:42,8    | –       | –                     |
| 6.  | 8 lutego    | 2003 | Lahti           | Sprint na 7,5 km           | 2.     | 0+0     | 23:07,8    | +2,3    | Olga Pylowa           |
| 7.  | 15 lutego   | 2003 | Oslo            | Sprint na 7,5 km           | 2.     | 0+1     | 21:27,7    | +9,4    | Sandrine Bailly       |
| 8.  | 22 marca    | 2003 | Chanty-Mansyjsk | Bieg masowy na 12,5 km     | 1.     | 0+0+0+0 | 37:15,8    | –       | –                     |
| 9.  | 10 lutego   | 2004 | Oberhof         | Bieg indywidualny na 15 km | 2.     | 1+0+0+0 | 49:43,0    | +41,0   | Olga Pylowa           |
| 10. | 2 grudnia   | 2004 | Beitostølen     | Sprint na 7,5 km           | 3.     | 0+0     | 21:04,0    | +3,3    | Uschi Disl            |
| 11. | 15 grudnia  | 2005 | Osrblie         | Bieg indywidualny na 15 km | 2.     | 0+1+0+0 | 44:27,7    | +1:02,0 | Swietłana Iszmuratowa |
| 12. | 15 stycznia | 2006 | Ruhpolding      | Bieg pościgowy na 10 km    | 3.     | 0+0+0+0 | 34:41,8    | +23,9   | Liv Grete Poirée      |
| 13. | 19 stycznia | 2006 | Anterselva      | Sprint na 7,5 km           | 3.     | 0+0     | 21:45,0    | +25,4   | Kati Wilhelm          |
| 14. | 21 stycznia | 2006 | Anterselva      | Bieg pościgowy na 10 km    | 3.     | 0+0+0+0 | 33:02,5    | +52,0   | Kati Wilhelm          |
| 15. | 13 lutego   | 2006 | Turyn           | Bieg indywidualny na 15 km | 3.     | 1+0+0+1 | 49:24,1    | +1:30,9 | Swietłana Iszmuratowa |
| 16. | 18 lutego   | 2006 | Turyn           | Bieg pościgowy na 10 km    | 3.     | 0+1+0+0 | 36:43,6    | +1:21,4 | Kati Wilhelm          |
| 17. | 9 lutego    | 2008 | Östersund       | Sprint na 7,5 km           | 2.     | 0+0     | 33:52,5    | ?       | Andrea Henkel         |
| 18. | 10 lutego   | 2008 | Östersund       | Bieg pościgowy na 10 km    | 3.     | 0+0+0+0 | 28:56,0    | +38,5   | Andrea Henkel         |
| 19. | 1 marca     | 2009 | Pjongczang      | Bieg pościgowy na 10 km    | 3.     | 0+0+2+0 | 31:29,8    | +1:00,1 | Sandrine Bailly       |
| 20. | 6 marca     | 2009 | Chanty-Mansyjsk | Sprint na 7,5 km           | 3.     | 0+0     | 21:46,5    | +16,0   | Magdalena Neuner      |